# Sautusvaara
Sautusvaara este o arie protejată (arie specială de conservare — SAC, sit de importanță comunitară — SCI) din Suedia întinsă pe o suprafață de 1.832,7 ha, integral pe uscat.

## Localizare
Centrul sitului Sautusvaara este situat la coordonatele 67°53′17″N 20°50′02″E / 67.888°N 20.8338°E.

## Înființare
Situl Sautusvaara a fost declarat sit de importanță comunitară în decembrie 1995 pentru a proteja 1 specie de animale. Situl a fost protejat și ca arie specială de conservare în decembrie 2009.

## Biodiversitate
Situată în ecoregiunile alpină și boreală, aria protejată conține 9 habitate naturale: Taiga vestică, Pajiști alpine și boreale, Mlaștini împădurite, Păduri fino-scandinave bogate în ierburi cu Picea abies, Turbării Aapa, Mlaștini turboase de tranziție și turbării mișcătoare, Cursuri de apă de la nivel de câmpie la nivel montan, cu vegetație Ranunculion fluitantis și Callitricho-Batrachion, Lacuri și iazuri distrofice naturale, Păduri nordice subalpine/subarctice cu Betula pubescens ssp. czerepanovii.
La baza desemnării sitului se află o specie protejată de  nevertebrate: Xestia borealis.